# De utilitate sermonis
Il De utilitate sermonis è un'opera di Marco Terenzio Varrone, non pervenuta, composta verosimilmente in data anteriore alla pubblicazione del De lingua Latina e appartenente al gruppo di studi storico-letterari e filologici dell'erudito reatino.
Quest'opera, composta almeno da quattro libri, era dedicata probabilmente alla teoria linguistica dell'anomalia, contrapposta alla teoria analogista. Dell'opera è pervenuto solamente un breve frammento.